# Гай Юлий Комод Орфициан
Гай Юлий Комод Орфициан (на латински: Gaius Iulius Commodus Orfitianus, на гръцки: Γάϊος Ἰούλιος Κόμμοδος) e политик и сенатор на Римската империя през 2 век. Произлиза от знатния римски род Юлии.
Той е римски управител на провинция Тракия (legatus Augusti pro praetore Thraciae) по времето на август Антонин Пий в периода 154 – 155 г. Участва в издаването на монетни емисии чрез градската управа на Адрианопол (дн. Едирне), Топир, Перинт (дн. Ерегли) и Анхиало (дн. Поморие) (начало на монетосеченето на града). Отговаря за издигането на защитни съоръжения (бурги и президии) в района на Деултум (дн. с. Дебелт) и Бизия (дн. Виза) през 155 г. Името му се среща и от два надписа от Сердика (дн. София) и с. Ягодово.
През 157 г. Орфициан е суфектконсул заедно с Гай Целий Секунд.